# 咬合学
咬合学（こうごうがく、Science of occlusion）は歯学の一分野で、咬合機能について総覧的に研究、分析、診断を行う学問である。
咬合学においては、咬合と顎関節の関係について深く探求されており、顎関節症の研究についても、他の歯学分野と協調して研究が行われている。診療科としては、歯科補綴科や保存科とのつながりが深い。